# Печенег Илова
Печенег Илова је насељено мјесто у општини Прњавор, Република Српска, БиХ. Према попису становништва из 1991. у насељу је живјело 1.287 становника.

## Становништво
| Националност       | 1991. | 1981. | 1971. | 1961. |
| Срби               | 1.289 | 1.317 | 1.294 | 1.441 |
| Југословени        | 1     | 16    |       |       |
| Хрвати             | 2     | 3     | 1     |       |
| Црногорци          |       | 2     |       |       |
| Муслимани          |       |       | 2     |       |
| остали и непознато |       | 19    | 4     | 1     |
| Укупно             | 1.292 | 1.357 | 1.301 | 1.442 |

| Демографија (Печеног Илова) | Демографија (Печеног Илова) | Демографија (Печеног Илова) |
| Година                      | Становника                  | Становника                  |
| --------------------------- | --------------------------- | --------------------------- |
| 1961.                       | 1.442                       |                             |
| 1971.                       | 1.301                       |                             |
| 1981.                       | 1.357                       |                             |
| 1991.                       | 1.292                       |                             |